# Giuseppe Callegari
Giuseppe Callegari (4. listopadu 1841, Benátky – 14. dubna 1906, Padova) byl italský římskokatolický kněz, biskup Padovy a kardinál.

## Život
Narodil se 4. listopadu 1841 v Benátkách. Pocházel z menší benátské aristokratické rodiny. Byl synem Pietra Callegariho a Angely rozené Cescutt. Jeho matka byla velmi hluboce zbožná žena, která velmi ovlivňovala mladého Giuseppa. Dne 23. listopadu 1851 obdržel svátost biřmování.
Studoval v Patriarchálním semináři v Benátkách. Dne 20. prosince 1862 byl vysvěcen na podjáhna a 19. prosince 1863 na jáhna. Na kněze byl vysvěcen 26. března 1864. Působil jako profesor v patriarchálním semináři a v různých farních funkcích v Benátkách. Byl konzultorem církevního tribunálu (soudu) a psal do Il Veneto Cattolico. Jeho velmi blízkým přítelem byl Giuseppe Sarto, pozdější papež Pius X.
Dne 28. února 1880 jej papež Lev XIII. jmenoval biskupem Trevisa. Biskupské svěcení přijal 11. března 1880 z rukou patriarchy Domenica Agostiniho a spolusvětiteli byli biskup Giovanni Berengo a biskup Giuseppe Apollonio.
Dne 25. září 1882 se stal biskupem diecéze Padova. Byl předsedou Società Scientifica dei Cattolici Italiani.
Dne 9. listopadu 1903 jej papež Pius X. jmenoval kardinálem-knězem ze Santa Maria in Cosmedin.
Zemřel 14. dubna 1906 po dlouhé nemoci. Byl pohřben ve svatyni d'Arcella v Padově, kde zemřel svatý Antonín Paduánský.